# Viminella juncelloides
Viminella juncelloides is een zachte koraalsoort uit de familie Ellisellidae. De koraalsoort komt uit het geslacht Viminella. Viminella juncelloides werd in 1938 voor het eerst wetenschappelijk beschreven door Stiasny. 